# District d'Água Grande
Le district d'Água Grande est un district de Sao Tomé-et-Principe, sur l'île de São Tomé. Son siège est la ville de São Tomé, la capitale du pays.

## Population
Le district d'Água Grande comptait 51 886 habitants lors du recensement (RGPH) de 2001, puis 69 454 lors du RGPH de 2012.

## Politique et administration
Liste des présidents de la Chambre du district :
- 2014-2018 : Ekneide Santos (ADI)[3]
- 2018-2022 : José Maria da Fonseca (MLSTP-PSD)[3]
- depuis 2022 : Tomé Pereira (ADI)[4]